# Daniel Petrica Ciobanu
Daniel Petrica Ciobanu (ur. w 1991 w Piatra Neamț) – rumuński pianista, laureat II miejsca w Międzynarodowym Konkursie Pianistycznym im. Artura Rubinsteina w 2017.

## Życiorys
Studiował w Royal Conservatoire of Scotland (2014–2015), École Normale de Musique de Paris (2015–2017) oraz Berliner Universität der Künste (po 2017).
W 2015 zdobył pierwszą nagrodę w Morocco Philarmonique International Piano Competition, a w 2016 pierwsze nagrody w konkursach V BNDES International Piano Competition oraz UNISA International Piano Competition. W 2017 Ciobanu zajął drugie miejsce w Międzynarodowym Konkursie Pianistycznym im. Artura Rubinsteina w Tel Awiwie, zdobył również nagrodę publiczności. Następnie, wziął udział w trasie koncertowej laureatów po Japonii.
Ciobanu w 2017 został założycielem i dyrektorem artystycznym Neamț Music Festival w swoim rodzinnym mieście (Piatra Neamț). Po dwóch edycjach w 2017 i 2018, festiwal dołączył do George Enescu Festival.
W sierpniu 2021 wystąpił na Festiwalu Chopinowskim w Dusznikach-Zdroju, a we wrześniu 2021 jego koncert inaugurował sezon artystyczny w Filharmonii Bałtyckiej. W kwietniu 2023 wystąpił na Wielkanocnym Festiwalu Ludwiga van Beethovena w Warszawie.W maju 2024 roku zagrał koncert inauguracyjny Gdańskiego Festiwalu Muzycznego.
W 2022 ukazał się pierwszy solowy album Ciobanu, z nagraniami utworów Prokofjewa, Enescu, Debussy’ego i Liszta.